# Khất Phục Mộ Mạt
Khất Phục Mộ Mạt (tiếng Trung: 乞伏暮末; bính âm: Qǐfú Mùmò) (?-431), tên tự An Thạch Bạt (安石跋), là người cai trị cuối cùng của nước Tây Tần thời Ngũ Hồ thập lục quốc trong lịch sử Trung Quốc.
Khi ông kế vị cha, tức Khất Phục Sí Bàn vào năm 428, Tây Tần đã ở trong trạng thái suy yếu do phải hứng chịu các cuộc tấn công liên tục của Bắc Lương, Hạ, Thổ Dục Hồn và Cừu Trì. Mặc dù Khất Phục Mộ Mạt có tính khí mạnh mẽ song Tây Tần dưới thời ông trị vì vẫn tiếp tục suy yếu hơn nữa, và đến năm 431, hoàng đế nước Hạ là Hách Liên Định đã bắt và giết chết Khất Phục Mộ Mạt, Tây Tần bị tiêu diệt.

## Dưới thời Khất Phục Sí Bàn cai trị
Sử sách không cho biết Khất Phục Mộ Mạt sinh năm nào hay tên của mẹ ông, chỉ biết ông không phải là con của Thốc Phát Vương hậu hay của Thốc Phát phi. Sự kiện đầu tiên mà sử sách nói về ông là vào năm 420, khi Khất Phục Sí Bàn lập ông làm thái tử và trong khoảng thời gian đó, ông đã là một đại tướng quân. Năm 424, phụ vương cử ông cùng thúc phụ là Khất Phục Mộc Dịch Can (乞伏木奕干) đi đánh Bắc Lương, và hai người đã giành được chiến thắng. Tuy nhiên, chiến dịch năm 426 do ông cùng phụ vương tiến hành để đánh Bắc Lương đã thất bại thảm hại, vua Thư Cừ Mông Tốn của Bắc Lương không những đẩy lùi được cuộc tấn công của Tây Tần mà còn thuyết phục được hoàng đế Hách Liên Xương của nước Hạ tấn công kinh thành Phu Hãn (枹罕, nay thuộc Lâm Hạ, Cam Túc) của Tây Tần. Hách Liên Xương đã cử tướng Hô Lô Cổ (呼盧古) đi đánh Uyển Xuyên (苑川, nay thuộc Bạch Ngân, Cam Túc) và Vi Phạt (韋伐) đi đánh Nam An (南安, nay thuộc Định Tây, Cam Túc), Tây Tần chỉ giữ được Uyển Xuyên và để mất Nam An. Vào mùa đông năm 426, quân Hạ do Hồ Lô Cổ và Vi Phạt chỉ huy đã tiến đánh Phu Hãn, buộc Khất Phục Sí Bàn phải dời đô đến Đinh Liên (定連, cũng thuộc Lâm Hạ ngày nay), và Hô Lô Cổ cùng Vi Phạt đã chiếm được thành Tây Bình (西平, nay thuộc Tây Ninh, Thanh Hải) của Tây Tần, và trong khi họ rút lui, Tây Tần đã bị giáng một đòn lớn.
Năm 428, Khất Phục Sí Bàn qua đời, Khất Phục Mộ Mạt lên kế vị.

## Trị vì
Vào lúc Khất Phục Mộ Mạt đăng cơ, Tây Tần đã suy yếu nghiêm trọng, song Khất Phục Mộ Mạt thay vì trấn tĩnh người dân thì lại áp dụng các hình phạt tàn nhẫn và khắc nghiệt, làm tổn hại hơn nữa đến khả năng phục hồi của đất nước. Ví dụ, ngay sau khi lên ngôi, ông nghe được tin rằng thúc phụ Khất Phục Thiên Niên (乞伏千年) đã say rượu và bỏ bê nhiệm vụ của mình, ông đã cử người đi khiển trách Khất Phục Thiên Niên, song những lời khiển trách này đã khiến cho Khất Phục Thiên Niên sợ hãi đến nỗi ông ta đã chạy trốn sang Bắc Lương.
Khất Phục Mộ Mạt đầu tiên đã phải đối diện với một cuộc tấn công lớn từ Thư Cừ Mông Tốn sau khi người này hay tin cha ông qua đời. Theo lời cha hướng dẫn trước khi qua đời, Khất Phục Mộ Mạt đã đưa Thư Cừ Thành Đô (沮渠成都) (một tướng quân của Bắc Lương và một người được Thư Cừ Mông Tốn tôn trọng, đã bị Khất Phục Sí Bàn bắt được năm 422) trở về Bắc Lương, và hai nước đã lập điều ước hòa bình. Tuy nhiên, chỉ vài tháng sau đó, Thư Cừ Mông Tốn lại tấn công Tây Tần. Vào mùa xuân năm 429, Thư Cừ Mông Tốn chiếm được Tây Bình.
Cũng trong mùa xuân năm 429, Khất Phục Mộ Mạt lập vợ mình làm Vương hậu, và lập con trai Khất Phục Vạn Tái (乞伏萬載) làm thái tử.
Một sự kiện khác vào năm 429 đã cho thấy sự khắc nghiệt của Khất Phục Mộ Mạt. Mẹ ông trong thời gian trị vì của Khất Phục Sí Bàn đã vô tình bị quan Tân Tiến (辛進) làm cho bị thương trong lúc người này đang tham dự cuộc săn bắn của Khất Phục Sí Bàn. Các chấn thương đã khiến khuôn mặt của bà bị biến dạng. Năm 429, Khất Phục Mộ Mạt đã hỏi mẹ vì sao bà bị thương và bà đã kể lại câu chuyện. Trong cơn giận dữ, Khất Phục Mộ Mạt không những đã cho xử tử Tân Tiến mà còn giết chết 27 người khác có liên quan đến ông ta.
Vào mùa hè năm 429, Thư Cừ Mông Tốn mở một chiến dịch lớn khác tấn công Tây Tần, Khất Phục Mộ Mạt đã để thúc phụ Khất Phục Nguyên Cơ (乞伏元基) trấn thủ Phu Hãn trong khi ông tạm thời rút lui về Định Liên. Ông sau đó cũng phải đối mặt với các cuộc nổi loạn của các tướng Trạch Thừa Bá (翟承伯) và Mạc Giả Ấu Quyến (莫者幼眷), song khi thế tử của Thư Cừ Mông Tốn là Thư Cừ Hưng Quốc tiến đánh Định Liên, Khất Phục Mộ Mạt đã đánh bại và bắt giữ người này. Ông sau đó cũng đã giao chiến trong một cuộc tấn công khác của quân Bắc Lương cùng đồng minh của họ là tướng Mộ Dung Mộ Lợi Diên (慕容慕利延) của Thổ Dục Hồn. Thư Cừ Mông Tốn đã gửi một lượng ngũ cốc lớn đến chỗ Khất Phục Mộ Mạt và yêu cầu được chuộc Thư Cừ Hưng Quốc song Khất Phục Mộ Mạt đã từ chối. Thư Cừ Mông Tốn sau đó đã lập em trai của Thư Cừ Hưng Quốc là Thư Cừ Bồ Đề (沮渠菩提) làm thế tử, còn Khất Phục Mộ Mạt thì phong cho Thư Cừ Hưng Quốc một chức quan và gả em gái cho Thư Cừ Hưng Quốc.
Em trai của Khất Phục Mộ Mạt là Khất Phục Kha Thù La (乞伏軻殊羅) có một mối quan hệ tình ái với Thốc Phát phi của Khất Phục Sí Bàn. Sau khi Khất Phục Mộ Mạt nghe được tin đồn, ông đã cho siết chặt an ninh tại cung điện, và Khất Phục Kha Thù La do lo sợ mối quan hệ bị phát giác nên đã bày mưu cùng thúc phụ Khất Phục Thập Dần (乞伏什寅) để ám sát Khất Phục Mộ Mạt và sau đó mang theo Thư Cừ Hưng Quốc đến Bắc Lương. Bởi thế, họ đã bảo Thốc Phát phi cố lấy cho được chìa khóa phòng ngủ của Khất Phục Mộ Mạt, song bà ta lại lấy nhầm một chìa khóa khác, và âm mưu bị bại lộ. Khất Phục Mộ Mạt xử tử các cộng sự của Khất Phục Kha Thù La song lại tha cho Khất Phục Kha Thù La, bắt giữ Khất Phục Thập Dần và đánh đập ông ta. Khất Phục Thập Dần trong cơn giận đã nói rằng, "Ta nợ ngươi một mạng sống, song không nợ ngươi một trận đòn." Trong cơn giận, Khất Phục Mộ Mạt đã cho mổ bụng của thúc phụ và ném thi thể xuống sông. Năm 430, khi nghe tin hai thúc phụ khác là Khất Phục Bạch Dưỡng (乞伏白養) và Khất Phục Khứ Liệt (乞伏去列) oán trách về cái chết của Khất Phục Thập Dần, ông đã cho xử tử cả hai người.
Vào thời điểm này, Tây Tần không chỉ phải đối mặt với các cuộc tấn công đến từ phía Bắc Lương, đất nước còn bị tàn phá bởi một cơn địa chấn vào cuối năm 429 và nạn hạn hán lớn vào năm 430. Hầu hết người dân của Khất Phục Mộ Mạt đã chạy trốn. Ông cảm thấy rằng đất nước của mình không thể tồn tại lâu hơn nữa vì thế đã cử các quan Vương Khải (王愷) và Ô Nột Điền (烏訥闐) đến khuất phục Bắc Ngụy, yếu cầu Bắc Ngụy đưa quân hộ tống ông đến đất Bắc Ngụy. Bắc Ngụy Thái Vũ Đế Thác Bạt Đảo hài lòng trước việc này và hừa rằng sau khi ông ta diệt được nước Hạ, ông ta sẽ ban các quận Bình Lương (平涼) và An Định (安定) cho Khất Phục mộ Mạt làm lãnh địa. Khất Phục Mộ Mạt vì thế cho phá hủy ngân khố triều đình và đốt cháy Phu Hãn, tiến về phía đông chỉ với 15.000 hộ còn nằm trong tầm quyền kiểm soát của mình để đến chỗ quân Bắc Ngụy tại Thượng Khuê, song hoàng đế Hách Liên Định của Hạ đã hay tin, đã đến giao chiến và buộc Khất Phục Mộ Mạt phải dừng lại và lập thế phòng thủ ở Nam An. Vào thời điểm này, Nam An là tất cả những gì ông còn nắm giữ; còn toàn bộ lãnh thổ trước đây của ông ở phía tây đã rơi vào tay Thổ Dục Hồn.
Vào mùa đông năm 430, quân Bắc Ngụy do Khố Nốc Quan Kết (庫傉官結) chỉ huy cuối cùng cũng đã đến Nam An để hộ tống Khất Phục Mộ Mạt đến lãnh thổ Bắc Ngụy. Tuy nhiên Khất Phục Mộ Mạt lại bị tướng Khất Phục Cát Bì (乞伏吉毗) thuyết phục rằng tình hình vẫn có thể cứu vãn và không nên giao đất nước cho Bắc Ngụy một cách dễ dàng như vậy, Khất Phục Mộ Mạt vì thế đã từ chối đi theo Khố Nốc Quan Kết về Bắc Ngụy. Ông sau đó đã ngay lập tức phải đối mặt với một cuộc nổi loạn của người Khương do Tiêu Lượng (焦亮) lãnh đạo, quân nổi loạn đã tấn công Nam An. Khất Phục Mộ Mạt đã thuyết phục được người cai trị Cừu Trì là Dương Nam Đương (楊難當) đến viện trợ cho ông, và liên quân đã đánh bại được Tiêu Lượng và người này về sau bị thúc phụ Tiêu Di (焦遺) giết chết
Đến mùa xuân năm 431, Hách Liên Định sau khi đánh bại đội quân Cừu Trì đến tiếp viện cho Tây Tần, đã lệnh cho thúc phụ là Hách Liên Vi Phạt (赫連韋伐) bao vây Nam An. Ngay cả các thuộc hạ thân cận nhất của Khất Phục Mộ Mạt cũng đầu hàng. Khất Phục Mộ Mạt nay không còn đường nào để đi nên đã ra khỏi thành và đầu hàng Hách Liên Vi Phạt. Hách Liên Vi Phạt giải Khất Phục Mộ Mạt và Thư Cừ Hưng Quốc đến Thượng Khuê, tức nơi Hách Liên Định đang ở. Tiêu Di và con trai là Tiêu Khải (焦楷) đã cố kháng cự để khôi phục Tây Tần, song Tiêu Di sau đã chết vì bị bệnh còn Tiêu Khải thì chạy đến Bắc Lương. Vào mùa hè năm 431, Hách Liên Định xử tử Khất Phục Mộ Mạt và khoảng 500 thành viên trong gia tộc của ông. Tây Tần diệt vong.